# Judolia cerambyciformis
Judolia cerambyciformis là một loài bọ cánh cứng trong họ Cerambycidae.

## Hình ảnh

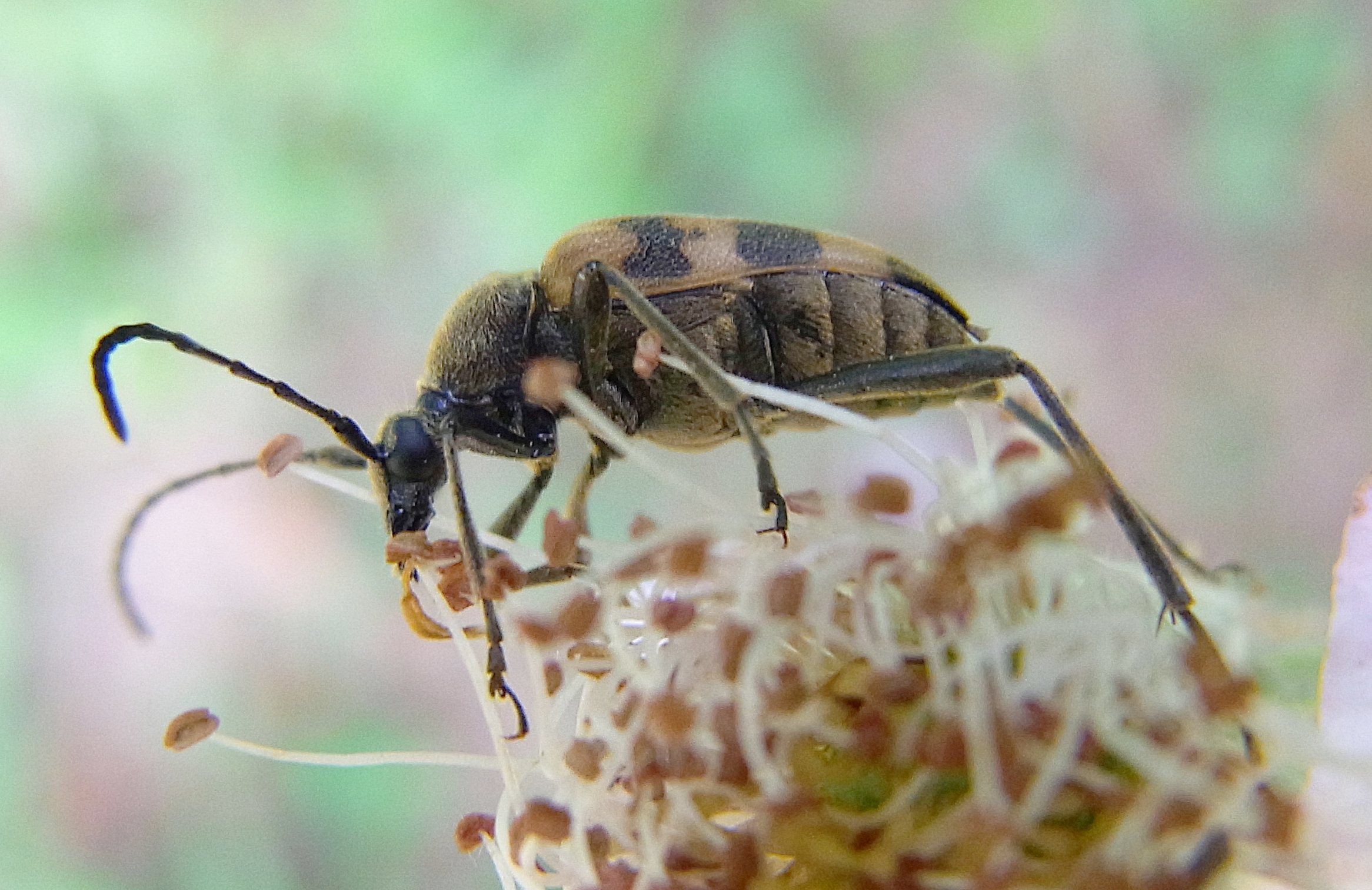
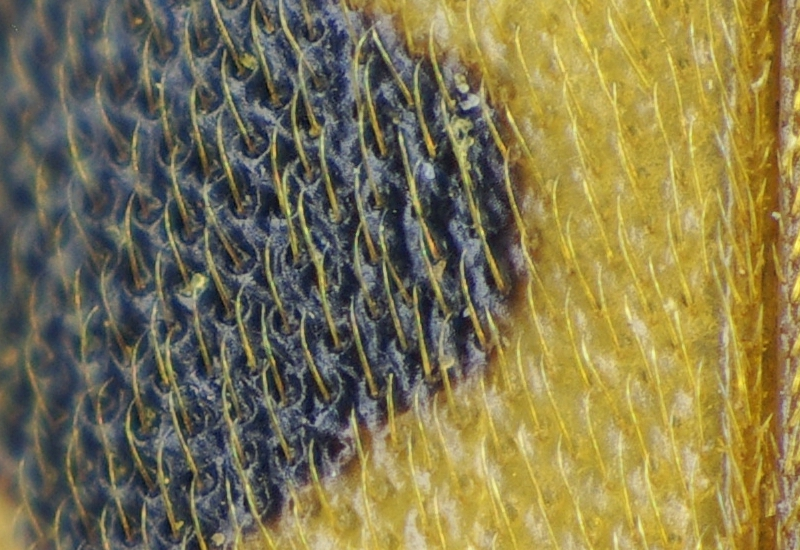
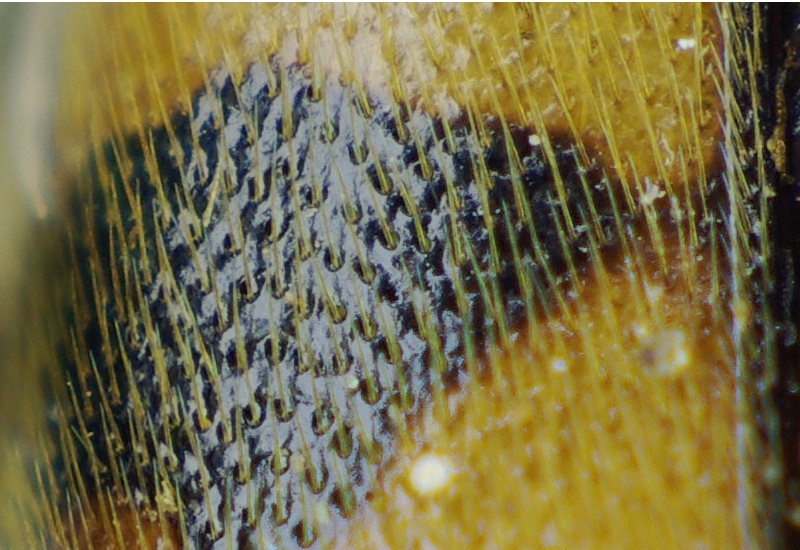